# Macrozamia serpentina
Macrozamia serpentina är en kärlväxtart som beskrevs av David Lloyd Jones och Paul Irwin Forster. Macrozamia serpentina ingår i släktet Macrozamia och familjen Zamiaceae. IUCN kategoriserar arten globalt som nära hotad. Inga underarter finns listade i Catalogue of Life.